# オールド・グレート・ノース・ロード
座標: 南緯33度22分42秒 東経150度59分40秒 / 南緯33.37833度 東経150.99444度
オールド・グレート・ノース・ロード（英語：Old Great North Road）は、ニューサウスウェールズ州にある歴史的な道路である。1826年から1836年にかけて、建設された。長さは260キロメートル。シドニーとハンター地域を結んでいる道路である。
建設に関しては、囚人の労働力が使用されてきたことから、歴史的な意義が高く、2010年、ユネスコの世界遺産に、「オーストラリアの囚人遺跡群」の1つとして登録された。今日、世界遺産になっているのはその中でも北に向けて建設されたもので、ワイズマンズ・フェリーの対岸で、ダラグ国立公園の敷地内の部分、核心地域258.64ヘクタール、緩衝地域135.25ヘクタール。

## ルート
グレート・ノース・ロードの起点は今日ではシドニーの郊外になっているファイブ・ドック（en）である。ライド（en）、ドゥラル（en）を通り抜け、ホークスベリー川沿いの町であるワイズマンズ・フェリー（en）に到達する。
ワイズマンズ・フェリーからダラグ国立公園（en）の縁に添うような形で道はさらに北へと続くが、バケッティー（en）までの道は、ブッシュに覆われている。バケッティーからは、山あいを縫うように道は続き、ウォロンビー（en）に到達する。
ウォロンビーで道は2つに分かれ、セスノック（en）、マイトランド（en）と北東に向かい、ニューカッスルに至るルートで、もう1つが、北西方向にブローク（en）を経由して、シングルトン（en）へ至るルートである。

## 経済的背景

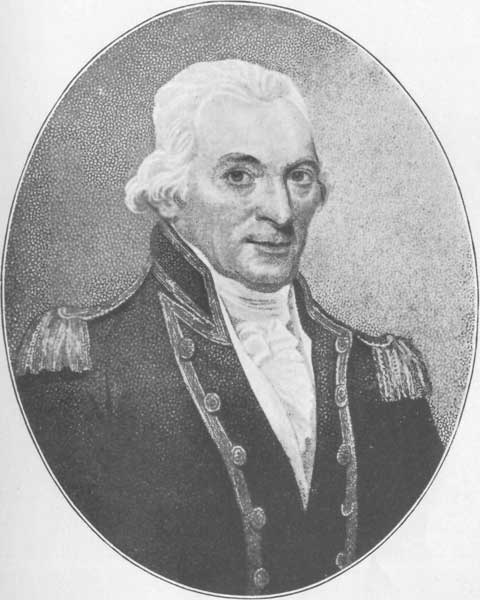
ジョン・ハンター。第2代ニューサウスウェールズ植民地総督。ニューサウスウェールズ植民地拡大の指揮を執った。

1788年、シドニーの建設が始まった。しかし、建設から最初の20年の間、オーストラリア大陸内陸部への開拓事業はほとんど営まれてはこなかった。背景には、当時の植民地政府の意向が内陸開拓よりもシドニーの整備を重視していたことが挙げられる。植民地政府が内陸開拓を万全にできなかったのは、ナポレオン戦争のために、イギリス本国から満足の行くほどの囚人が流刑されずに、慢性的に労働力不足だったことが背景にある。たとえば、ジョン・ハンター総督時代の流刑者は、ナポレオン戦争が始まる1788年から1792年の間は5,000人近くを数えたが、1793年から1799年の6年間は、2,000人以下だったと考えられている。
しかしながら、流刑植民地としてシドニーの歴史が始まっていることから、早かれ遅かれ、現地での生産が求められることとなり、当時の総督ジョン・ハンターは、ニューサウスウェールズ植民地各地に適切な農地を捜し求めた。最初の流刑植民地の拡大は、現在ではシドニー西郊の都市になっているパラマタである。パラマタには総督官邸が設けられた。

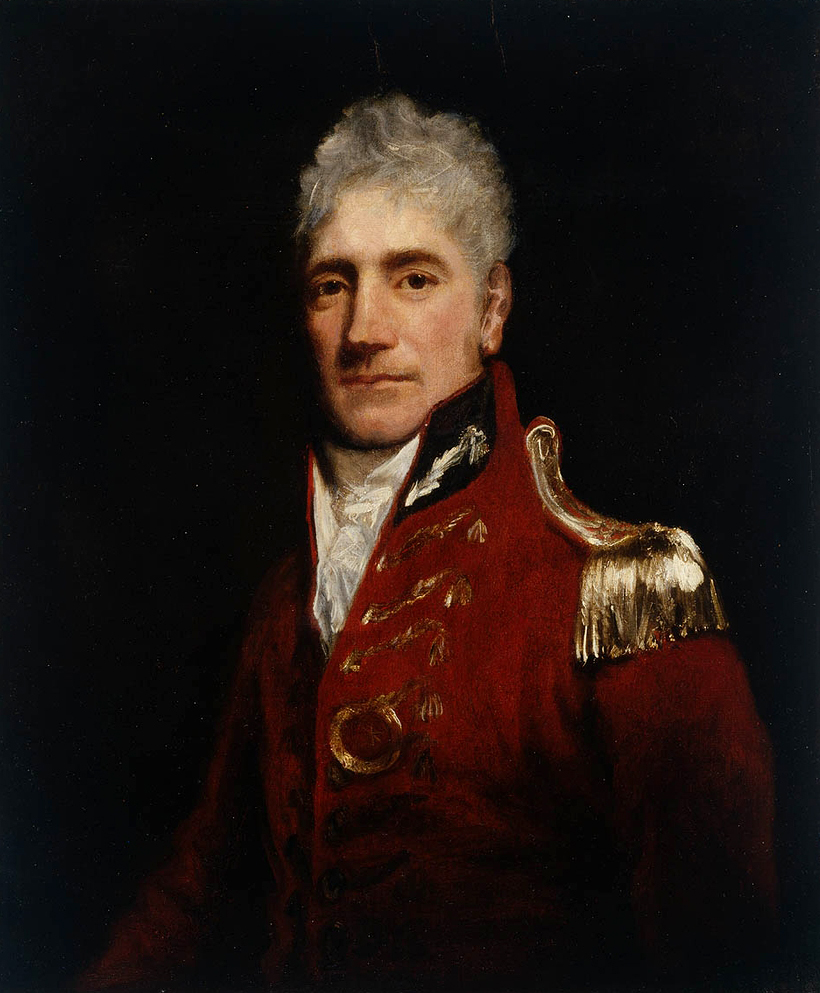
ラックラン・マッコーリー。第5代ニューサウスウェールズ植民地総督。引き続き、ニューサウスウェールズ植民地拡大の事業を営み、グレート・ロード建設の礎を築いた。

1804年、シドニーの北約160キロメートルの所に、ニューカッスルが発見され、開拓が始まったものの、シドニーとニューカッスルを結ぶ交通のアクセスは、開拓当初は海からのみに限られていたため、満足の行く開拓が進まなかった。1810年に、ニューサウスウェールズに着任したラックラン・マッコーリーは、シドニーとパラマッタを結ぶ道路の建設事業に着手した。この事業は、後に、ホークスベリー（en）まで拡張された。
拡張の背景には、流刑植民地における農地の拡大が政府には求められていたし、さらに、農地として適切な場所が次々と発見され、各地で開拓作業が展開され始めたことが挙げられる。1812年からは囚人の中でも、模範囚の幾人かは罪を許され、農地の開拓を開始していた。さらに、1813年には、シドニー西方の山地を西に抜けたところに沃野が発見されたことから、マッコーリーは道路建設の拡張に踏み切ったのである。 
その結果、1815年までに、北はハンター地域、北西はホークスベリー、西は現在のブルー・マウンテンズ国立公園の近くまで、南西はブリンゲリー（en）までに、人が住むようになった。この範囲は、おおよそシドニーから40マイルの範囲内である。1815年のナポレオン戦争の終結は、ヨーロッパからの移民が増加することとなり、ニューサウスウェールズ植民地に到着した人口は1815年から1821年までの6年間で、12,911人から29,783人にまで増えた。
ラックラン・マッコーリーの施策により、ニューサウスウェールズ植民地の拡大が展開されたことから、1825年にニューサウスウェールズ総督に着任したラルフ・ダーリングはさらなるニューサウスウェールズ植民地の経済発展のためには、良質なインフラストラクチャーが必要という判断し、現在のオールド・グレート・ノース・ロードの建設に踏み切った。
ニューサウスウェールズ植民地は1830年には、シドニーから半径200マイル（現在のオーストラリアの首都であるキャンベラをも内包する）範囲にまで拡大することとなる。その頃には、アボリジナルを除いた植民地人口は、35,000人に到達していた。
オールド・グレート・ノース・ロードの模範は、イギリス本国に延びるロンドンから各地へ至る道路網であったことに違いはなく、シドニーからニューサウスウェールズ各地に至る道路網として建設が開始された。北、西、南の3本の道路がこの時期にグレート・ロードとして建設された。1826年に、建設が宣言されたこれらの道路は、実際には、1828年3月のホークスベリー川北側から建設が実行された。

## 社会的背景
経済的背景のみでは、オールド・グレート・ノース・ロードをはじめとする公共事業は説明することができない。社会的背景として考えられるのが、ニューサウスウェールズ植民地の人口の急増が、流刑植民地であったがために、囚人人口も植民地の拡大と比例する形で増加したため、シドニーにおける治安の面での不安が生じていたことも挙げられる。
囚人の労働力を利用することで、安価に工事を遂行することが可能だったのみならず、シドニーから遠方の道路建設することで、シドニー市内から遠ざけることも可能とした。囚人たちは、足に鎖をつながれながら、工事を実行して行ったのである。
囚人たちの建設作業は過酷を極めた。というのも、作業を使う際の動力源のほとんどは人力で牛を使うことはまれであった。加えて、作業は季節を問わず行われ、さらに、囚人たちが休息する場所も満足できる水準のものではなかった。

## 現在
オールド・グレート・ノース・ロードの一部区間は、ハンター地域の開拓が進み、蒸気船の活用が有効になるにつれ、放棄されてしまい、自然に帰った区間も存在する。また、1970年代には、歴史的重要性から、多くのツーリング客がこの道路をバイクあるいは自動車で訪問したことから、舗装の痛みが深刻となった。もともと、この道路は自動車やバイクが通ることを前提に舗装は設計されていない。
そのことから、1978年以降、ニューサウスウェールズ州州立公園及び野生動物保護局（National Parks and Wildlife Service）は、随時、オールド・グレート・ノース・ロードを閉鎖し、補修工事を実施している。1990年には、バケッティーとウォロンビーの2つの自治体は、「囚人探査プロジェクト」を発足させ、囚人たちが建設した道路の修復、維持及び道路全体を博物館にするプロジェクトを推進している。特に、最初期に建設された部分は、ニューサウスウェールズ州に当時のイギリスの建築技術が導入された証左であることから、重要である。